# Nicolae de Wassilko
Nicolae cavaler de Wassilko, uneori Nikolai Wassilko (oficial în germană Nikolaus Ritter von Wassilko, în ucraineană Микола Василько, transliterat Mîkola Vasîlko) (n. 25 martie 1868, Lucavăț, Bucovina, Imperiul Austriac – d. 2 august 1924, Bad Reichenhall, Germania, înmormântat la Berlin-Tegel din familia Wassilko, a fost un proprietar de terenuri din Bucovina, jurist, reprezentant al rutenilor bucovineni în Dieta Bucovinei (1898-1918) precum în Reichsratul austriac (1907-1918) și din 1919 diplomat. El a fost unul dintre susținătorii instituirii unui stat ucrainean în teritoriile locuite de ruteni din Imperiul Austro-Ungar. A deținut funcții diplomatice ale statelor ucrainene efemere instituite după primul război mondial.

## Origini și familie

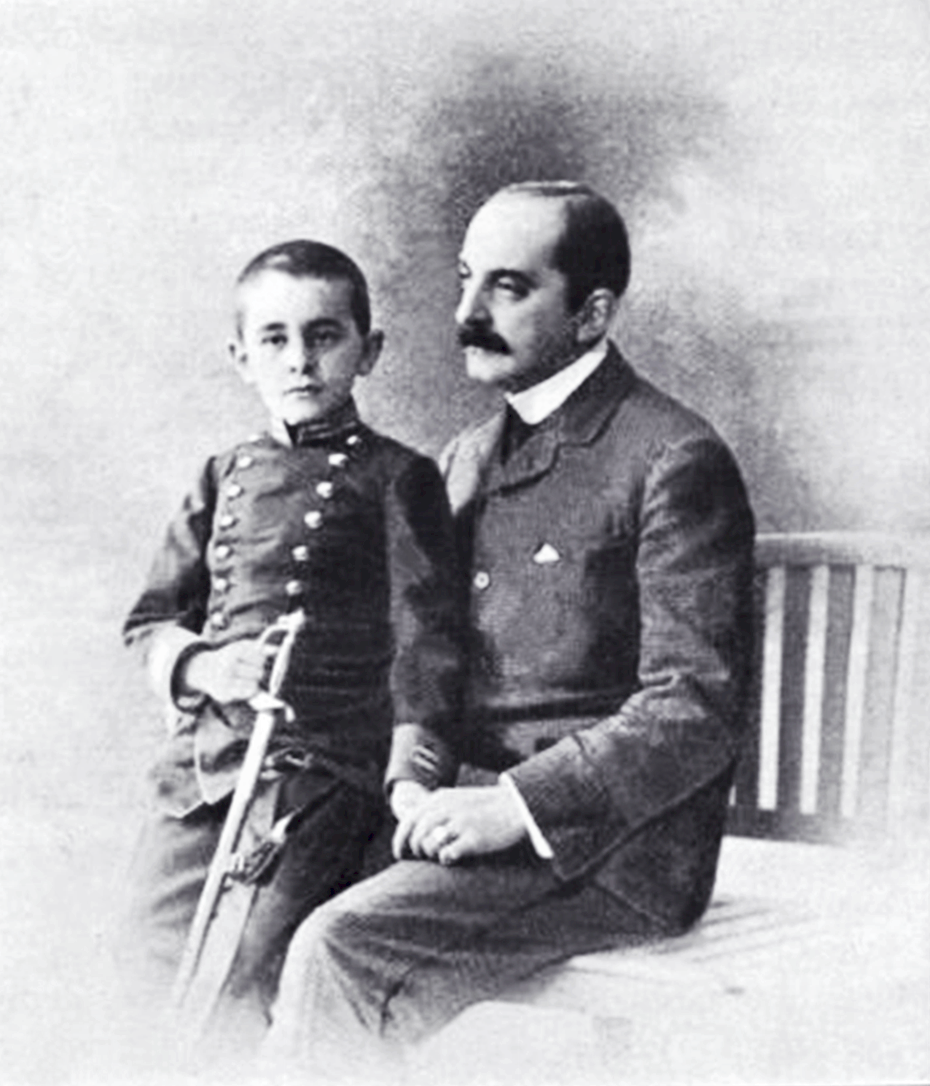
Nicolae cu fiul său Amilcar, 1903

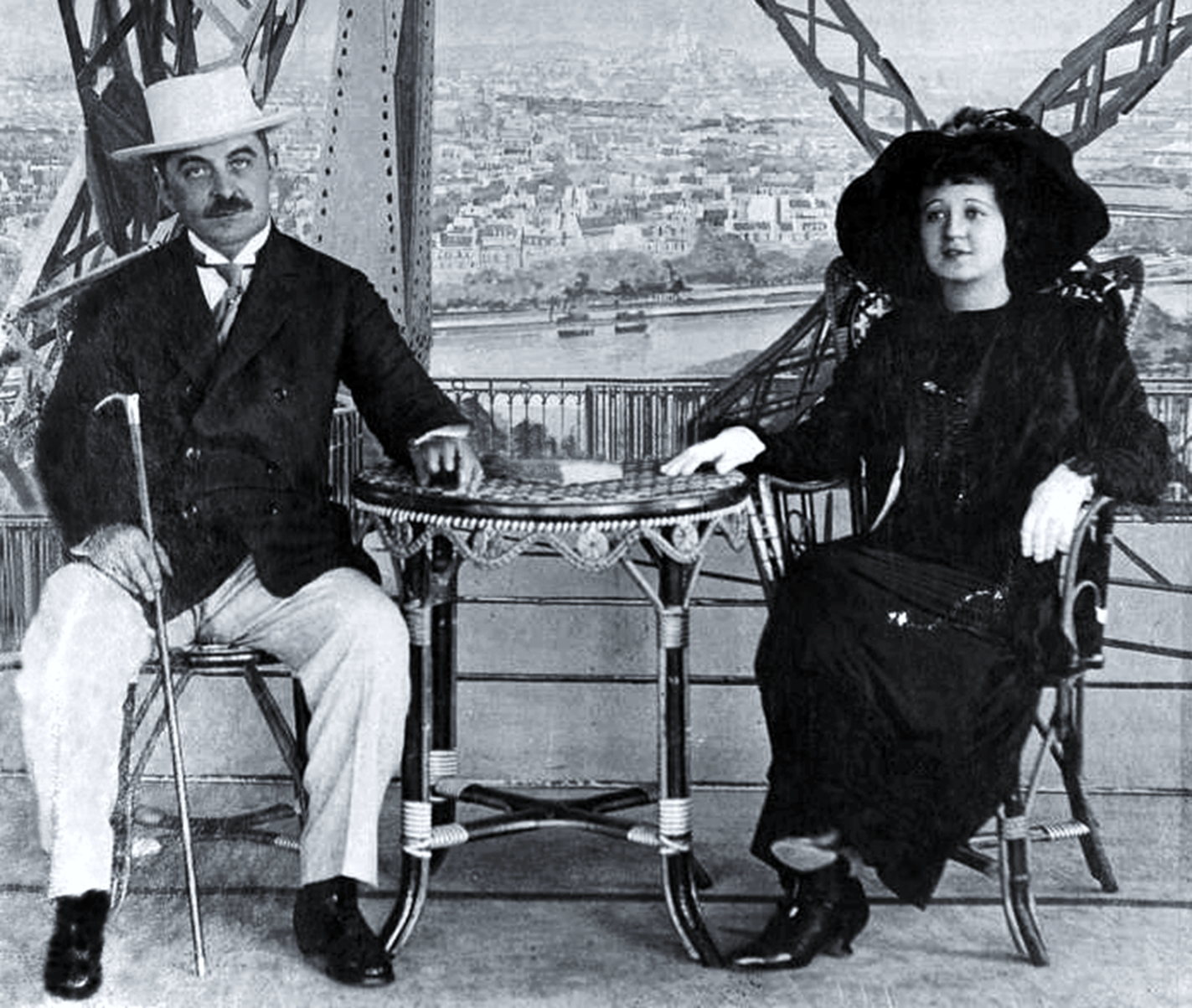
Nicolae cu Gerda Walden, Paris 1910

Nicolae s-a născut în satul Lucavăț din Bucovina, Austro-Ungaria). Provenea din familia bucovineană Wassilko care a fost înnobilată în rangul de cavaleri de statul austriac (1788), ocazie cu care s-a schimbat numele din cel de Vasilco în cel de von Wassilko. În lucrarea "Istoria Bucovinei", istoricul Ion I. Nistor afirmă că Wassilko era de origine română.
Tatăl său a fost cavalerul Nicolae de Wassilko (n. 4 octombrie 1839 – d. 1892), iar mama sa baroneasa Aglaia de Petrino-Armis, de origine basarabeană. Tatăl său, Nicolae, a fost un patriot român, unul dintre fondatorii Reuniunii Române pentru Leptură. A fost nepotul lui Dimitrie (n. 16 octombrie 1796 - d. 1856) și a Smarandei de Zotta (n. 16 iulie 1807 – d. 25 aprilie 1878), frate cu baronul Iordachi Wassilko de Serecki. (Smaranda a fost sora medicului Mihai cavaler de Zotta). Mama sa a murit timpuriu, când Wassilko era încă minor. Deși locul său de naștere se afla în partea ruteană a Bucovinei, el nu cunoștea nici un cuvânt în limba rusă sau în limba ucraineană.
Nicolae a fost căsătorit de două ori, prima dată, în 1892, cu Olga de Gherghely (Gherghel). Perechea a avut patru copii: Amilcar (1894-1965), Vera (n. 1896, Cernăuți - d. 25 mai 1984, Folkestone, Kent), Tatiana (1897-1977) și Nadejda (1899-1977). După moartea timpurie a nevestei sale a luat de soție pe Jetty Winkler (alias Gerda Walden), o cântăreață vieneză de cabaret dintr-o familie evreiască, de care s-a povestit, că ea ar fi fost mai înainte o amantă al Șahului iranez.
Deși i-a plăcut să fie denumit „baron”, el a deținut doar titlul de cavaler. Și fiica sa Vera, o prietenă, poate chiar amantă în același timp model al cunoscutului pictor Christian Schad (1894-1982), s-a numit fără drept baroneasă.

## Biografie

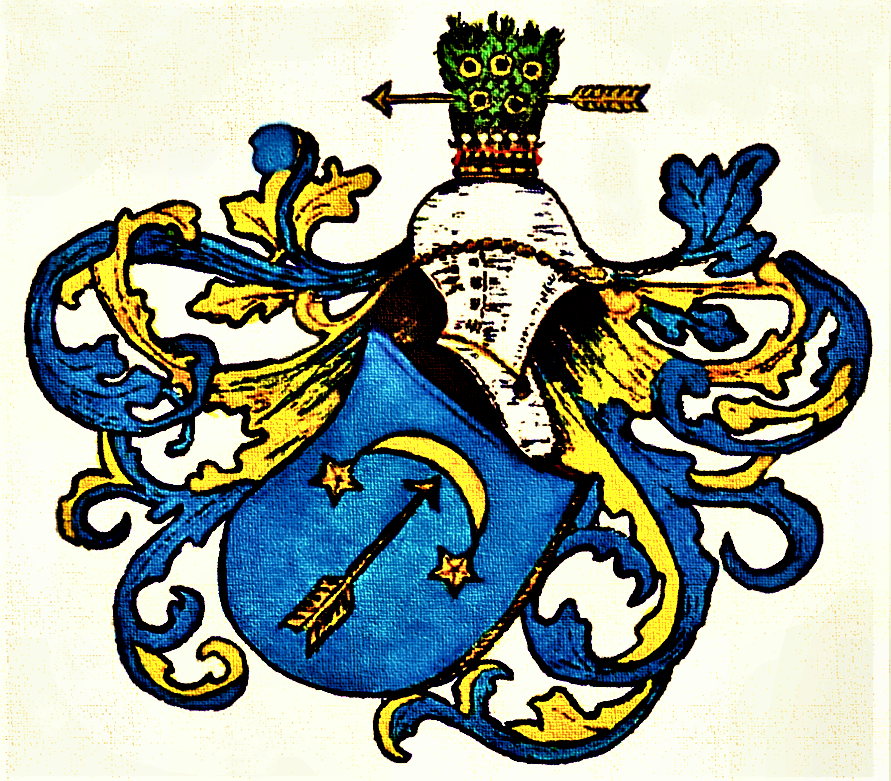
Stema cavalerilor de Wassilko

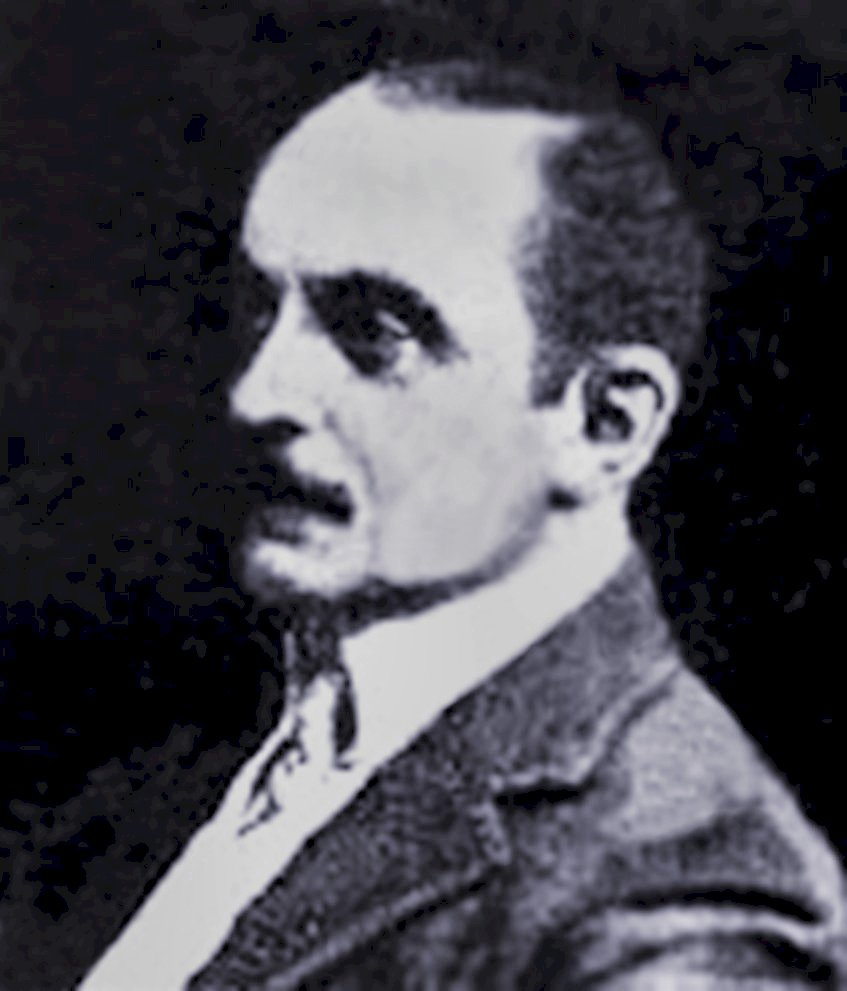
Nicolae de Wassilko, 1906

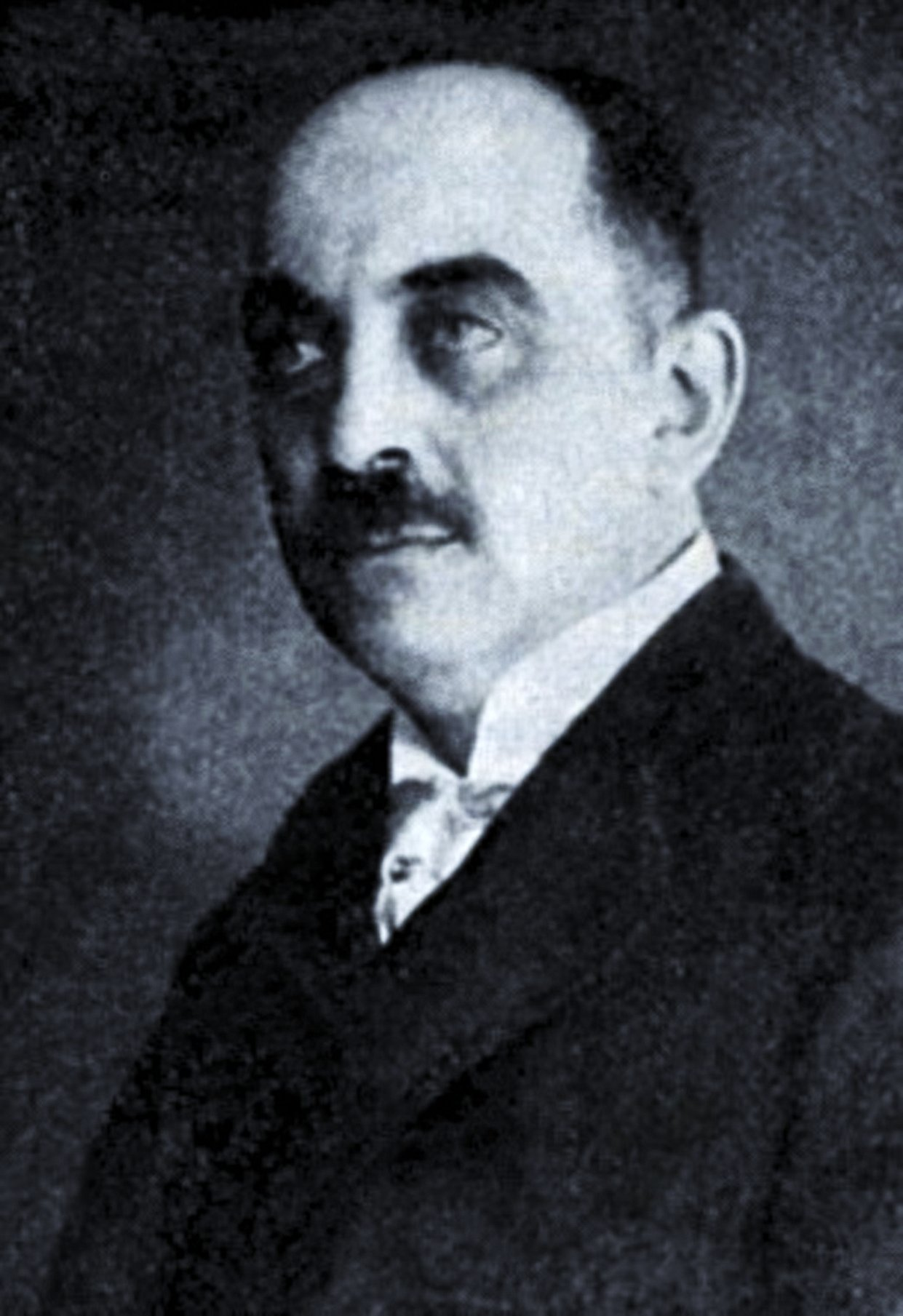
Nicolae de Wassilko, 1910

Wassilko a absolvit Academia Tereziană din Viena. Din 1887-1888 a făcut serviciul militar la Cernăuți și a fost transferat din cauza sănătății sale fragile în rezervă. Apoi a studiat Dreptul la Universitatea din Cernăuți până în 1891. La vârsta de 24 de ani, a intrat în posesia moștenirii de la tatăl său, devenind proprietar al mai multor moșii din Bucovina.

## Activitatea politică

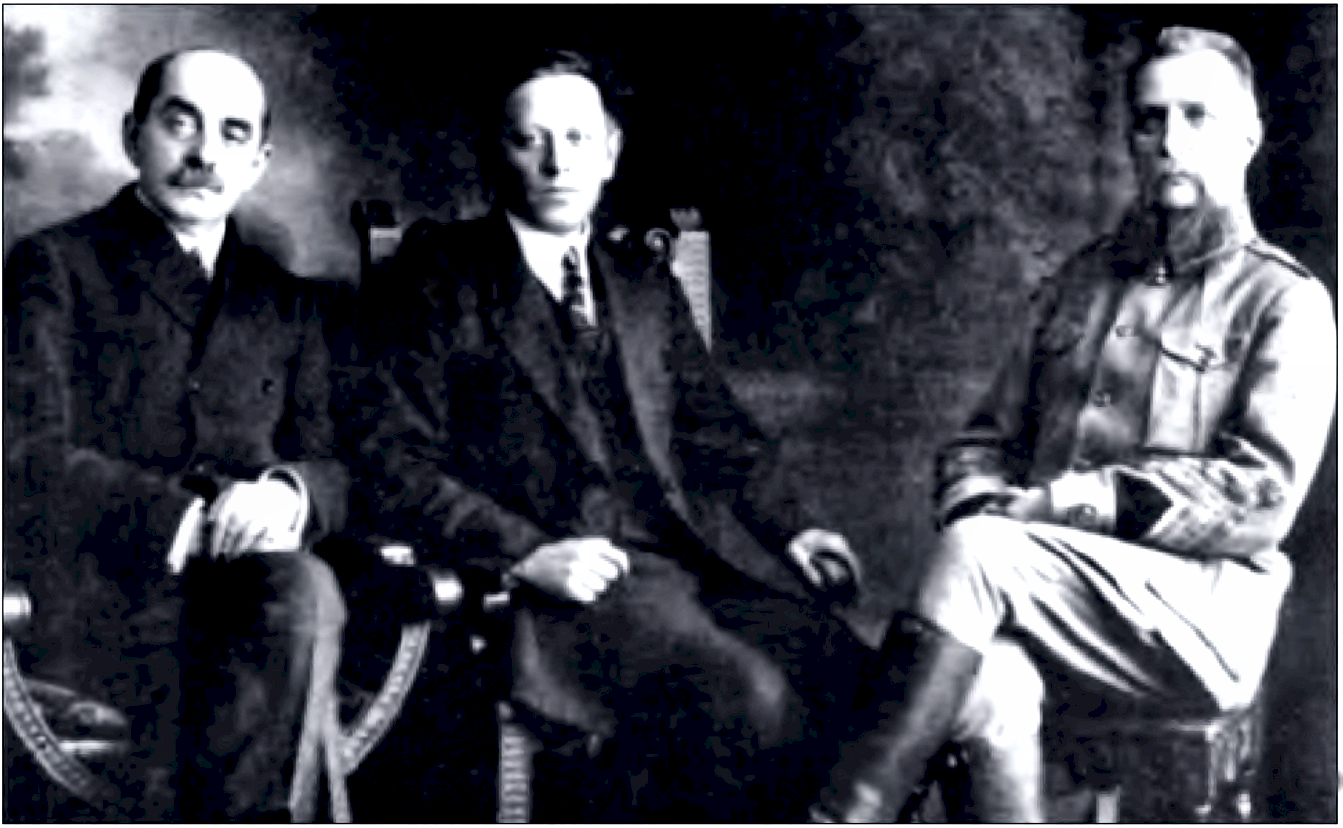
Nicolae ca ministru plenipotențiar ucrainean, 1919

S-a implicat pe plan politic, fiind inițial membru al Partidului Conservator (românesc), dar la sfârșitul secolului al XIX-lea, nemulțumit și jignit de faptul că nu i s-a permis să aibă nici un rol politic în partid, a fost atras în tabăra ruteană unde i s-ar fi promis funcții. Wassilko ar fi devenit astfel un renegat pentru populația românească. În 1898 a fost ales ca deputat în Dieta Bucovinei în colegiul comunelor rurale din districtul Vijnița. Deși nu cunoștea limba ruteană, a memorat la început câteva fraze pe care le-a spus alegătorilor. A fost reales permanent în Dietă până în 1918. Devenit reprezentant al rutenilor, Wassilko a început să susțină revendicările acestora. În discursul de 1 martie 1900 din Parlamentul Imperial, el a susținut că “Bucovina este pământ slav și slav trebuie să rămână." 
A fost activist al Partidului Național-Democrat, fiind ales ca deputat în Parlamentul de la Viena (1907-1918), în Colegiul electoral Putila-Seletin-Vijnița. S-a remarcat ca militant pentru instituirea unui stat al rutenilor în Galiția și Bucovina. Astfel, în ședința Parlamentului de la Viena din 20 iunie 1907, el a declarat următoarele: "Dorim crearea fostului regat rutean al Haliciului și al Vladimirului cu Bucovina învecinată și constiturea acestui teritoriu într-o provincie ruteană deosebită cu Dieta ei provincială".
În timpul primului război mondial, Nicolae Wassilko a devenit unul din fondatorii Radei Centrale Ucrainene de la Viena (1914) și ai Radei Generale Ucrainene (1915), participând la activitățile politice pentru înființarea unui stat ucrainean pe teritoriul estic al Austro-Ungariei. El a fost unul dintre organizatorii Legiunii Huțulilor bucovineni, un corp de peste 1.000 de voluntari huțuli din districtele Vijnița și Storojineț care a luat parte între anii 1915-1916 la luptele cu rușii, ca parte a trupelor austro-ungare.
Cavalerul de Wassilko a fost un susținător al soluționării problemei rutene de către austro-ungari, ceea ce prevedea ca în situația victoriei Triplei Alianței în primul război mondial să se reînființeze fostul Principat Galiția-Volînia ca regiune autonomă națională în cadrul Imperiului Austro-Ungar. În ședința Parlamentului de la Viena din 16 iunie 1917, Wassilko exprima dorința rutenilor din Bucovina de a fi unite toate teritoriile locuite de ruteni într-un stat ucrainean aflat sub sceptrul împăratului austro-ungar.

## Activitatea diplomatică
Prin relațiile sale cu diplomații austro-ungari, el a promovat formularea de condiții favorabile pentru Ucraina la Tratatul de la Brest-Litovsk, precum și semnarea unui acord secret privind recunoașterea Ucrainei de Vest (formată din Galiția, Bucovina și Rusia subcarpatică) ca teritoriu autonom al coroanei. La 19 octombrie 1918, la Liov (Galiția), s-a proclamat Republica Populară a Ucrainei Occidentale. Noul stat includea și partea de nord a Bucovinei, cu orașele Cernăuți, Storojineț și Siret. Din octombrie 1918, Wassilko a fost membru al Radei naționale ucrainene. După proclamarea Republicii Populare a Ucrainei Occidentale, el a devenit primul reprezentant diplomatic al acesteia în Austria.
La 6 noiembrie 1918, s-a semnat un acord între comisarul național ucrainean Omelian Popowicz și auto-proclamatul comisar național român Aurel Onciul cu privire la împărțirea Bucovinei între noul stat ucrainean și un guvern românesc inexistent. Deși Onciul nu dispunea de o delegație pentru a semna acest acord, el nefiind împuternicit în acest sens de Consiliul Național Român din Bucovina (organismul politic care reprezenta interesele românilor bucovineni), autoproclamatul guvern ucrainean a dispus ocuparea Palatului administrativ din Cernăuți de către milițiile ucrainene. O delegație a Radei naționale ucrainene formată din deputații Ilia Semaka și Nikolai Spenul și din Omelian Popowicz și Ilie Popowicz l-a somat pe guvernatorul austriac Etzdorf să predea puterea administrativă în teritoriile ucrainene din Bucovina, precum și în orașul Cernăuți, către Rada națională ucraineană. Guvernatorul a cedat în fața forței (palatul fiind deja ocupat de milițiile ucrainene) și a semnat un proces-verbal prin care trecea puterea administrativă în Bucovina către Omelian Popowicz și Aurel Onciul.
Consiliul Național Român nu a recunoscut actul semnat de Onciul și s-a opus împărțirii teritoriului Bucovinei și, în condițiile în care trupele de ucraineni începeau să ocupe clădirile din Cernăuți, a solicitat ajutor militar din partea guvernului român pentru menținerea ordinii și protejarea vieții cerățenilor. La 9 noiembrie 1918, Divizia 8 Română condusă de generalul Iacob Zadik a intrat în Bucovina "pentru a ocroti viața, avutul și libertatea locuitorilor de orice neam și credință împotriva bandelor de criminali care au început opera lor de distrugere" (după cum spunea proclamația adresată bucovinenilor de generalul Zadik), iar la 11 noiembrie a intrat în Cernăuți alungând bandele înarmate de ucraineni. La 15/28 noiembrie 1918, Congresul General al Bucovinei format din reprezentanți ai românilor, germanilor și polonezilor, evreii și ucrainenii refuzând să răspundă invitației, a hotărât Unirea Bucovinei cu România.
La 9 mai 1919, după instaurarea Directoratului Ucrainei, cavalerul Nicolae de Wassilko a fost numit trimis al Republicii Populare Ucrainene în Elveția, cu rang de ministru . În august 1923, a devenit președinte al Misiunilor diplomatice ucrainene, după care a fost transferat ca ambasador în Germania. Suferind de astm a fost tratat într-o stațiune balneară la Bad Reichenhall, unde a murit în urma unui accident vascular cerebral la 2 august 1924. Nicolae este înmormântat în cimitirul ortodox rusesc la Berlin-Tegel.
Istoricul Teodor Bălan (1885–1972) îl considera „un intrigant, oportunist și o figură tristă a vieții politice din Bucovina”. În ziarului „Bukowinaer Rundschau“, de la 24 decembrie 1899 (care a fost cunoscut ca nefiind pro-român),se poate citi pe pagina a 2-a sub rubrica „Am Ziele“ un studiu de caracter nimicitor privind motivele sale de schimb al punctului de vedere politic și chiar al negării provenienței lui etnice, transformându-se din descendentul vechii familii române Vasilco/Wassilko, numit Nicolae, în Nikolaj și mai târziu în Mykola.
În onoarea lui a fost denumit Bulevardul Nicolae Vasilco (вул. Василька Миколи) în Cernăuți de către autoritățile ucrainene.